# Erwin Feuchtmann
Erwin Jan Feuchtmann Perez (født 2. maj 1990 i Punta Arenas) er en chilensk håndboldspiller, der spiller for den tyske klub Lemgo og det chilenske landshold.
Feuchtmann deltog ved verdensmesterskabet i håndbold for mænd i 2017.